# Targhe d'immatricolazione della Lituania

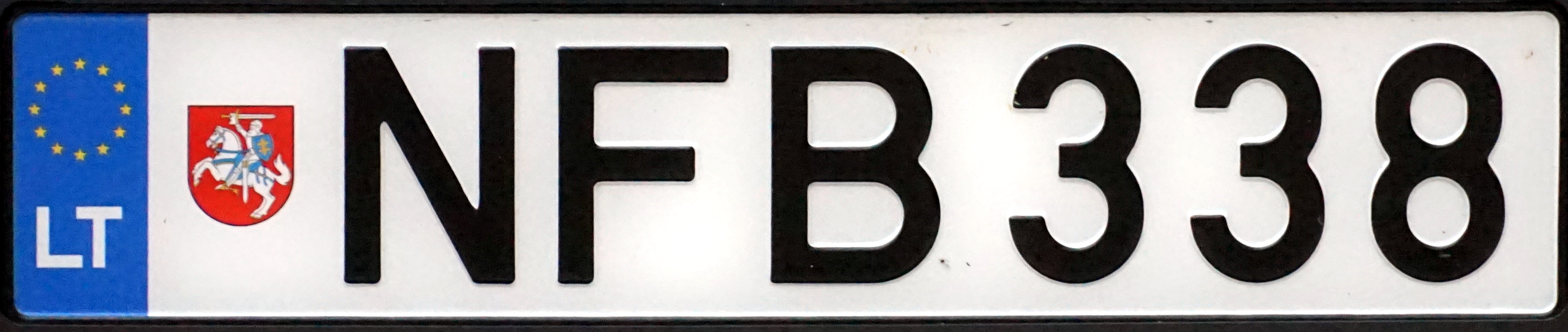
Targa standard del tipo in uso da ottobre 2023

Le targhe d'immatricolazione della Lituania sono destinate ai veicoli immatricolati nel paese baltico.

## Caratteristiche

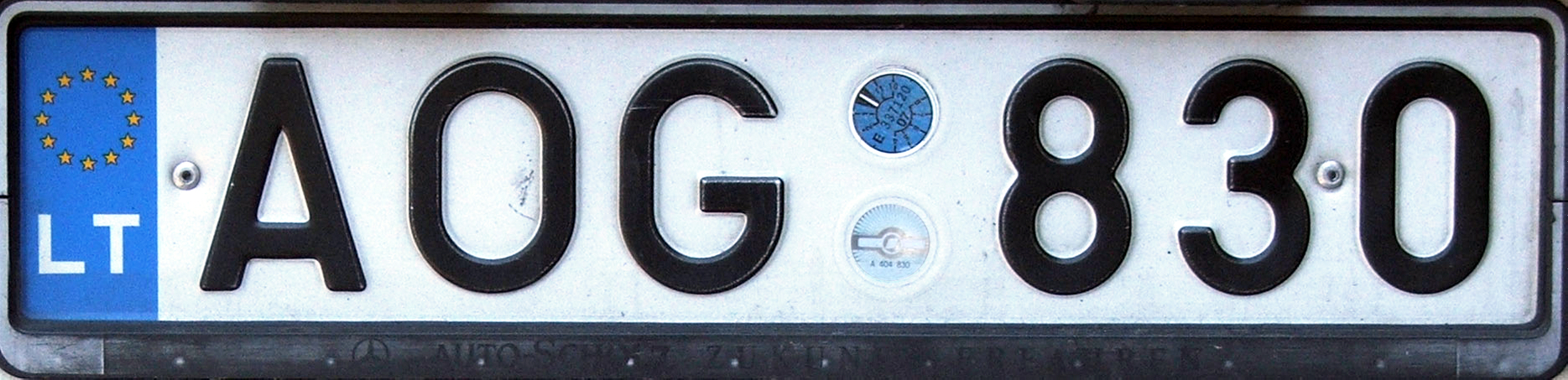
Formato emesso dal 20/09/2004 al 30/09/2023

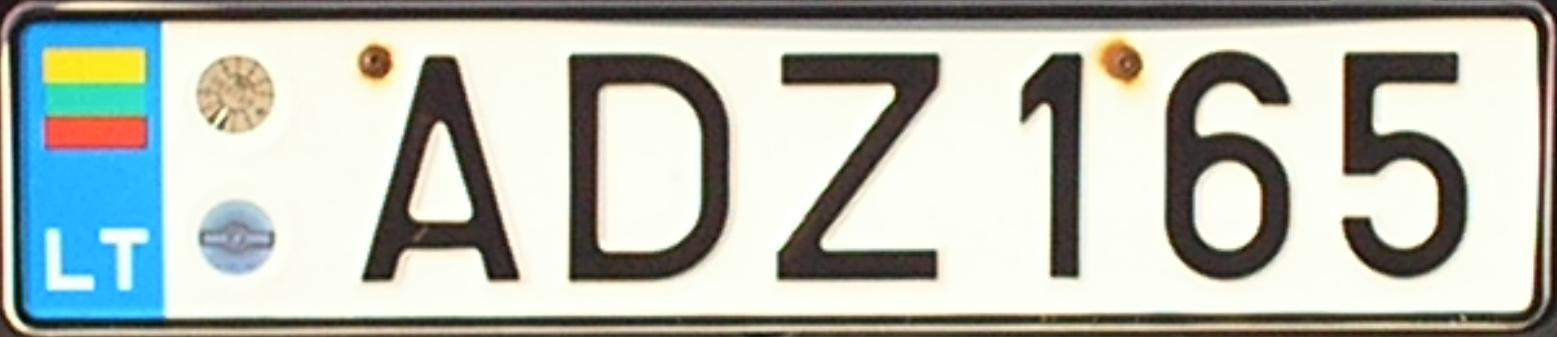
Grafica utilizzata dal 1º maggio al 19 settembre 2004

Dal 1º maggio 2004 le targhe d'immatricolazione della Lituania sono composte dalla banda blu con le dodici stelle che sormonta la sigla automobilistica internazionale LT di colore bianco, seguita da tre lettere seriali (non vengono utilizzate I, Q, W, X e Y) non identificative della provenienza e tre cifre nere su sfondo bianco riflettente. 
Da ottobre 2023 viene emesso un formato nuovo con un design leggermente diverso. Lo schema è rimasto invariato, ma tra la banda blu UE e la combinazione numerica (sopra la banda blu nel formato ridotto e in quelli su due righe) è impresso lo stemma nazionale.
Fino ad aprile 2018 tra le lettere e le cifre erano posizionati due ologrammi in rilievo: quello in basso certificava l'avvenuta immatricolazione, quello in alto (non più obbligatorio già dal 2015), indicava invece il mese e l'anno dell'ultimo controllo tecnico biennale del veicolo, per verificare la conformità con gli standard sulle emissioni. Dal 1º maggio al 19 settembre 2004 i due ologrammi erano posposti alla banda blu anziché alle tre lettere. 
Fino al 19 settembre dell'anno suddetto, nella banda blu al posto delle dodici stelle c'era la bandiera nazionale. 

### Dimensioni

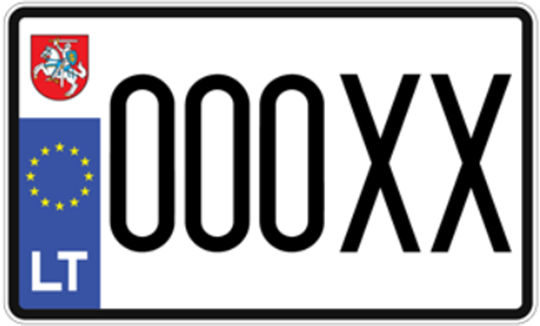
Targa standard di un motociclo

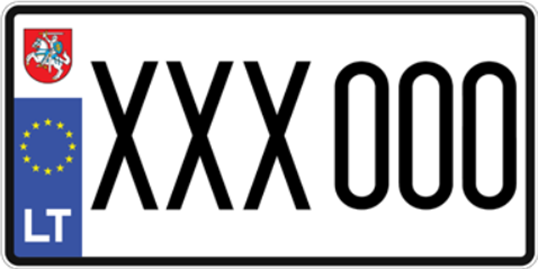
Formato americano per autoveicoli

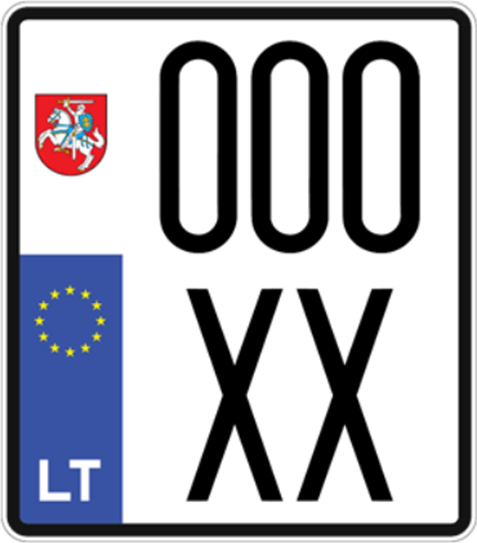
Targa su due righe di un motociclo

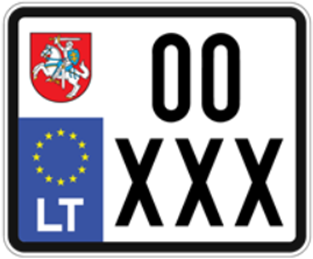
Formato per ciclomotori e scooter

- Sia le targhe posteriori sia quelle anteriori per autoveicoli misurano 520 × 110 mm e corrispondono agli standard europei, si possono comunque richiedere targhe posteriori su doppia linea (280 × 200 mm) o con formato americano (circa 300 × 150 mm), in tal caso i bollini occupano lo spazio sotto le lettere e le cifre.
- Le targhe dei motocicli, le cui dimensioni sono generalmente di 230 × 150 mm, sono composte dalla banda blu e un numero di tre cifre anteposto a due lettere. Probabilmente alla fine del 2014 è stato introdotto un formato per moto opzionale che misura circa 150 × 170 mm, con la banda blu in alto a sinistra e tre cifre sopra due lettere.
- Dal 5 gennaio 2007 le targhe dei ciclomotori e degli scooter misurano 145 × 120 mm; in alto, a destra dello stemma nazionale, si trova un numero a due cifre, in basso, a destra della banda blu UE, sono posizionate tre lettere.
- Le microcar dal 2016 utilizzano la stessa serie dei motocicli ma con le dimensioni identiche a quelle degli autoveicoli (520 × 110 mm).
- Oltre al formato standard le macchine agricole, le macchine operatrici e i quad-bike possono avere un formato corto di dimensioni uguali a quello su una linea per motocicli: 230 × 150 mm.

## Targhe speciali

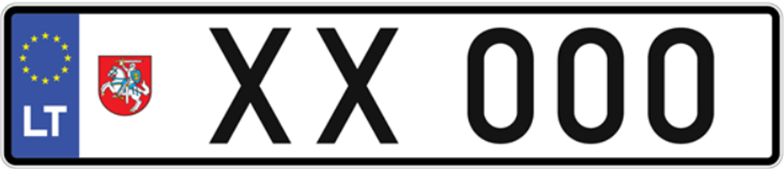
Facsimile di targa di un rimorchio con formato introdotto a ottobre 2023

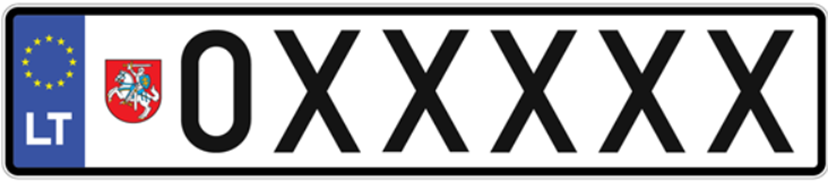
Esempio di targa personalizzata

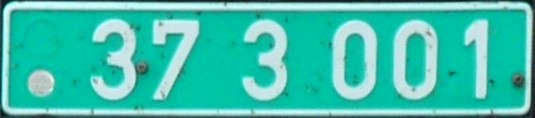
Targa diplomatica (37=Azerbaigian)

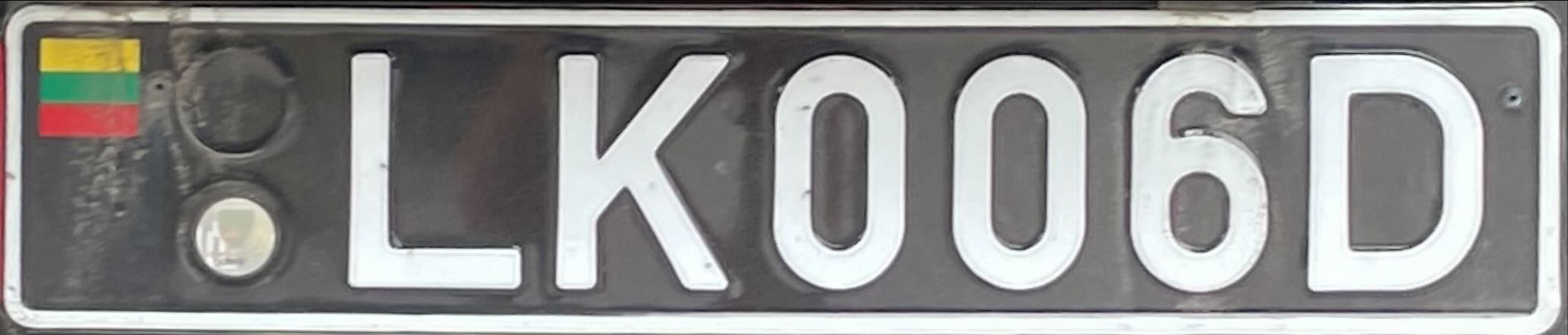
Formato per automezzi dell'Esercito

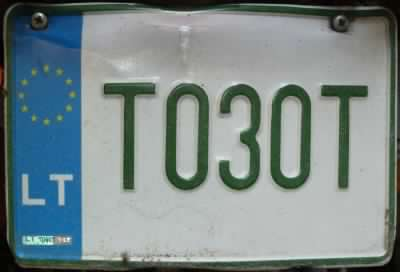
Formato corto per macchine agricole od operatrici e quad-bike

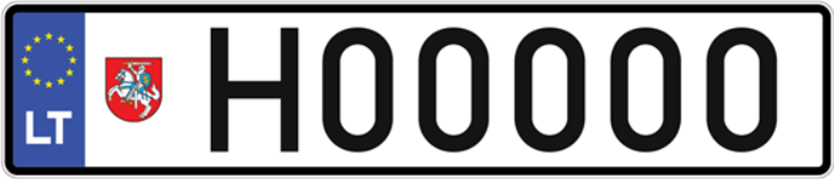
Formato per autoveicoli storici

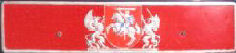
Targa apposta sulla vettura ufficiale del Presidente della Repubblica

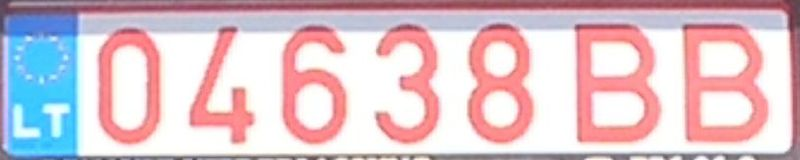
Targa di transito valida 60 giorni con formato utilizzato dal 20 agosto 2006 al 2018

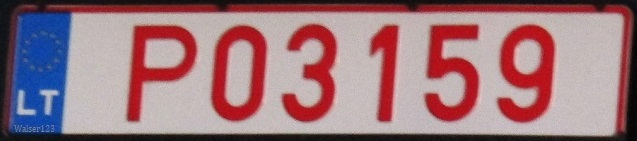
Targa prova del tipo in uso senza indicazione dell'anno di validità

- La combinazione alfanumerica dei rimorchi consiste in due lettere, uno spazio e tre cifre[1].
- Le targhe personalizzate, introdotte ad agosto del 2001, possono avere da una a sei cifre e/o lettere negli autoveicoli, da una a cinque cifre e/o lettere nei motoveicoli.
- Dal 2016 i veicoli elettrici non ibridi o alimentati a idrogeno iniziano la serie alfanumerica con le lettere EV (che stanno per Electric Vehicle) o, una volta esaurite le combinazioni, EA, EB e così via[2].
- Le targhe diplomatiche, prive della banda blu UE, sono verdi; a partire dall'11 ottobre 2004 sono composte da tre numeri di colore bianco argento separati da due spazi. Il primo numero, a due cifre, identifica lo Stato della rappresentanza o l'organizzazione internazionale (vd. sotto); il secondo, composto da un'unica cifra, indica il grado del rappresentante della delegazione diplomatica[3]. Prima della data sopra specificata, il formato dei numeri diplomatici era del tipo: L 012 01, dove L era una lettera indicante il grado del rappresentante straniero (D - con status diplomatico, T - senza status diplomatico, CMD - capo di una missione diplomatica), il numero a tre cifre era il codice identificativo del Paese rappresentato, la numerazione a due cifre indicava invece l'anno di emissione, per esempio 03 = 2003.
- Dal 13 luglio 2006 i taxi avevano targhe distinte con testo nero su fondo giallo riflettente, formato standard o americano e banda blu a sinistra. La numerazione a cinque cifre era preceduta dalla lettera T. Da aprile 2018, pur essendo rimasta la "T" anteposta alla serie numerica, le targhe di questi veicoli sono diventate bianche con caratteri neri come quelle ordinarie[4].
- Alle targhe degli automezzi dell'Esercito fino al 30 settembre 2008 erano assegnati i codici KAM–KAP, KAR–KAV (Krašto Apsauga, in lituano "Difesa Nazionale"). Dal 1º ottobre 2008 i caratteri sono bianchi su fondo nero; la bandiera nazionale, in alto a sinistra, è seguita invariabilmente dalle lettere LK (iniziali di Lietuvos Kariuomenė, "Forze terrestri lituane"), un numero di tre cifre e un'ulteriore lettera.
- Presumibilmente dal 2005 per i mezzi agricoli, le macchine operatrici e i quad-bike sono prodotte targhe con caratteri verdi su fondo bianco riflettente e banda blu a sinistra; non sono mai stati presenti gli ologrammi. La lettera A/B/C/T precede tre (nel formato corto) o quattro (nel formato lungo) cifre progressive ed una lettera seriale.
- Le targhe dei veicoli storici sono contraddistinte dalla lettera H (iniziale di Historic vehicle) che negli autoveicoli è anteposta ai numeri, mentre nei motoveicoli è posposta. Il primo numero, di due cifre, indica l'anno di fabbricazione (es. 89 = 1989), il secondo, di tre cifre, è il numero seriale. Nei motoveicoli retrò la numerazione seriale precede l'anno di fabbricazione oppure, se la targa è su doppia linea, lo sormonta. Da ottobre 2023 tra la banda blu e la "H" è impresso lo stemma nazionale. Da aprile 2018 i caratteri sono neri su fondo bianco riflettente come nelle targhe ordinarie, dal 2014 a fine marzo 2018 lettere e cifre erano bianche su fondo rosso riflettente.
- Le vetture ufficiali del Presidente della Repubblica hanno targhe con il fondo rosso; al centro è impressa la versione presidenziale dello stemma nazionale (il Vytis), sorretto da due unicorni.
- Le targhe provvisorie di transito con sessanta giorni di validità sono rosse su fondo bianco riflettente, realizzate in cartone pressato e con la banda blu a sinistra. La serie per gli autoveicoli consiste in quattro cifre e due lettere; dal 20 agosto 2006 al 2018 le cifre erano cinque e la serie iniziava da "BB"; fino al 19 agosto 2006 la serie cominciava da "AA" e le lettere precedevano due numeri (il primo di due e il secondo di tre cifre) separati da uno spazio. La sequenza per i rimorchi è uguale a quella degli autoveicoli ma le cifre sono sempre state quattro. Per i motocicli la serie è composta da quattro cifre e una lettera a partire da "A".
- Dal 3 aprile 2018 le targhe prova per concessionari e proprietari di autofficine o garage sono anch'esse rosse su fondo bianco riflettente; la lettera P è posposta alla banda blu e anteposta a una numerazione a cinque cifre. 
Dal 20 settembre 2004 al 2 aprile 2018 in testa alla serie era posizionata la lettera "P" o "R" preceduta dalla banda blu e seguita da un numero seriale a quattro cifre e dalle ultime due cifre dell'anno di scadenza. Nei rimorchi la numerazione era a tre cifre, nei motocicli a due cifre.
- I proprietari di autovetture la cui targa posteriore è parzialmente o interamente coperta dal portabiciclette devono fissare su questo una terza targa d'immatricolazione del veicolo, la quale reca il disegno stilizzato di una bicicletta che da aprile 2018 è posizionato tra la banda blu (non è presente lo stemma nazionale) e la prima lettera, mentre da gennaio 2014 a fine marzo 2018 si trovava sopra l'ologramma certificante l'avvenuta immatricolazione, tra le lettere e la numerazione.

## Sistema cessato nel 2004

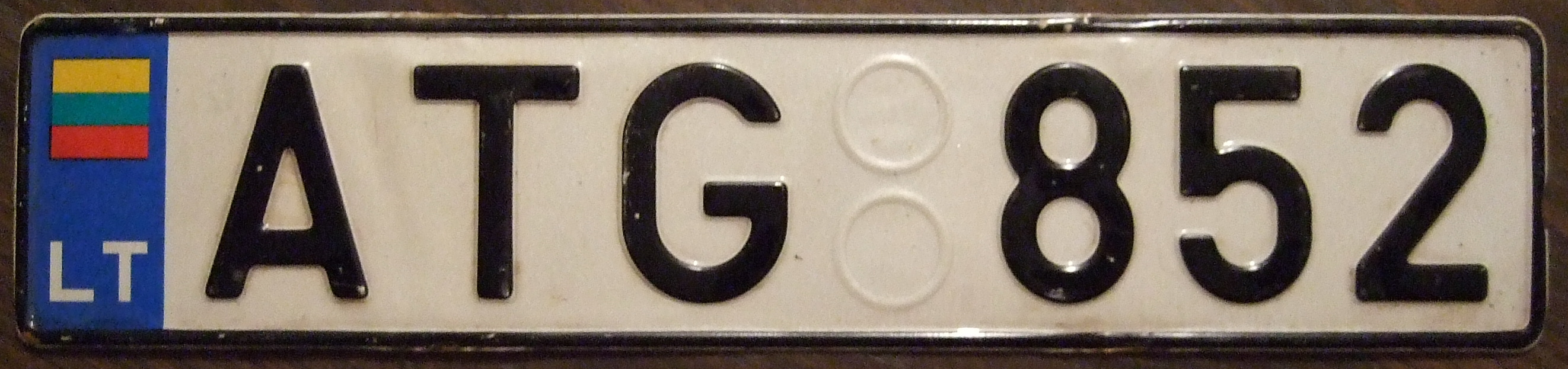
Targa standard con formato in uso dal 1º luglio 1992 al 30 aprile 2004 (XTX = contea di Telšiai)

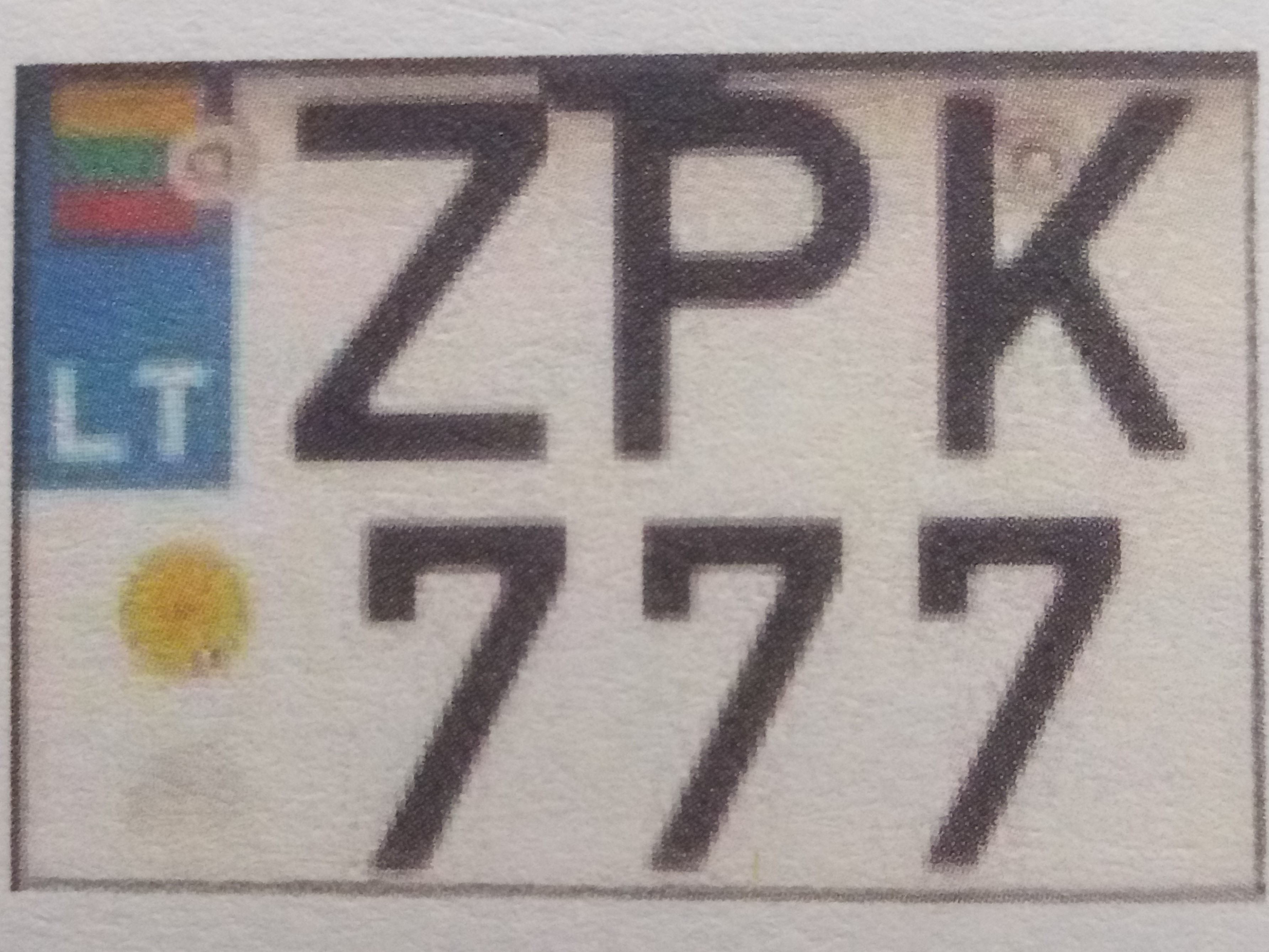
Targa posteriore su doppia linea per autoveicoli (con "Z" prima lettera) del tipo emesso fino al 30/04/2004

Dal 1º luglio 1992 al 30 aprile 2004 negli autoveicoli la provenienza veniva indicata dalla seconda delle tre lettere. Nel corso del 2004 e per tutto il 2005 le targhe emesse con il formato su doppia riga, con una Z invariabile in testa alla serie alfanumerica, continuarono ad indicare la contea nella seconda lettera (unicamente la terza era quindi seriale); solo dal 2006 tutte e tre le lettere divennero sequenziali.  
Nei motoveicoli invece la lettera distintiva dell'area d'immatricolazione era la prima delle due, posizionate sotto la numerazione. 
Nei rimorchi la provenienza era identificata dalla seconda delle due lettere nelle targhe con i caratteri su un'unica riga, dalla prima nelle targhe su doppia linea (con la banda blu e le lettere in alto, le tre cifre in basso).
| Sigla        | Contea o comune                          | Esempio |
| ------------ | ---------------------------------------- | ------- |
| A            | Alytus                                   | XAX 123 |
| C            | Kėdainiai                                | XCX 123 |
| D (dal 1998) | Druskininkai                             | XDX 123 |
| F (dal 1998) | Kalvarija                                | XFX 123 |
| H (dal 1998) | Lazdijai                                 | XHX 123 |
| J            | Jurbarkas fino al 2002, Tauragė dal 2002 | XJX 123 |
| K            | Kaunas                                   | XKX 123 |
| L            | Klaipėda                                 | XLX 123 |
| M            | Marijampolė                              | XMX 123 |
| P            | Panevėžys                                | XPX 123 |
| S            | Šiauliai                                 | XSX 123 |
| T            | Telšiai                                  | XTX 123 |
| U            | Utena                                    | XUX 123 |
| V            | Vilnius                                  | XVX 123 |

## Numeri utilizzati nelle targhe diplomatiche e Paesi od organizzazioni internazionali corrispondenti
| Numero | Paese od Organizzazione internazionale                                | Numero | Paese od Organizzazione internazionale                  |
| ------ | --------------------------------------------------------------------- | ------ | ------------------------------------------------------- |
| 01     | Svezia                                                                | 02     | Germania                                                |
| 03     | Francia                                                               | 04     | Lettonia                                                |
| 05     | Danimarca                                                             | 06     | Canada                                                  |
| 07     | Regno Unito                                                           | 08     | Italia                                                  |
| 09     | Norvegia                                                              | 10     | Finlandia                                               |
| 11     | Città del Vaticano                                                    | 12     | Turchia                                                 |
| 13     | Rep. Ceca                                                             | 14     | Stati Uniti                                             |
| 15     | Cina                                                                  | 16     | Polonia (Ambasciata a Vilnius)                          |
| 17     | Polonia (Consolato a Vilnius)                                         | 18     | Estonia                                                 |
| 19     | Russia (Ambasciata a Vilnius)                                         | 20     | Russia (Consolato Generale a Klaipėda)                  |
| 21     | Romania                                                               | 22     | Ucraina                                                 |
| 23     | Bielorussia                                                           | 24     | Kazakistan                                              |
| 25     | Georgia                                                               | 26     | Giappone                                                |
| 27     | Austria                                                               | 28     | Belgio                                                  |
| 29     | Paesi Bassi                                                           | 30     | Ungheria                                                |
| 31     | Spagna                                                                | 32     | Ordine di Malta                                         |
| 33     | Grecia                                                                | 34     | Irlanda                                                 |
| 35     | Portogallo                                                            | 36     | Moldavia                                                |
| 37     | Azerbaigian                                                           | 38     | Bulgaria                                                |
| 39     | Armenia                                                               | 40     | Croazia                                                 |
| 41     | Israele                                                               | 80     | Consiglio Nordico                                       |
| 81     | Banca internazionale per la ricostruzione e lo sviluppo (IBRD)        | 82     | Banca europea per la ricostruzione e lo sviluppo (EBRD) |
| 83     | OMS                                                                   | 84     | Programma delle Nazioni Unite per lo sviluppo           |
| 85     | Organizzazione internazionale per le migrazioni                       | 86     | Commissione europea                                     |
| 87     | ONU                                                                   | 88     | Istituto europeo per l'uguaglianza di genere            |
| 89     | Centro di eccellenza per la sicurezza energetica della NATO, Paraguay | 90     | Paesi Bassi                                             |
| 91     | Perù                                                                  | 92     | Filippine                                               |

## Codici speciali terminati
- KK.P (caratteri bianchi su fondo rosso) - Kaunus Kelių Policija / Autovetture della Polizia Stradale di Kaunas (1991–1995)
- KP (bianco su rosso) - Kelių Policija / Motocicli della Polizia Stradale (1991–1995)
- LRS - Lietuvos Respublikos Seimas / Veicoli del Parlamento della Repubblica Lituana (1993–2001)
- LRV - Lietuvos Respublikos Vyriausybė / Veicoli del Governo della Repubblica Lituana (1993–2002)
- VAI - Autovetture private della Polizia (1992)
- VKP (bianco su rosso) - Vilniaus Kelių Policija / Autovetture della Polizia Stradale di Vilnius (1991–1995)[6]